# Kolarstwo na Letnich Igrzyskach Olimpijskich 1908 – sprint mężczyzn
Sprint mężczyzn był jedną z konkurencji kolarskich na Letnich Igrzyskach Olimpijskich 1908 w Londynie odbyła się 16 lipca 1908. Uczestniczyło 42 zawodników z 10 krajów.
Limit czasu wynosił 1 minutę 45 sekund. W związku z tym, że w finale żaden zawodnik nie zmieścił się w limicie czasu medali nie przyznano.

## Wyniki

### Runda 1
Zwycięzca każdego z biegów awansował do półfinałów.

#### Bieg 1
| Miejsce | Zawodnik                    | Państwo         | Czas   |
| ------- | --------------------------- | --------------- | ------ |
| 1       | Victor Johnson              | Wielka Brytania | 1:33.8 |
| 2       | Gerard Bosch van Drakestein | Holandia        | b.d.   |
| 3       | Guglielmo Malatesta         | Włochy          | b.d.   |

#### Bieg 2
| Miejsce | Zawodnik      | Państwo             | Czas   |
| ------- | ------------- | ------------------- | ------ |
| 1       | Floris Venter | Kolonia Przylądkowa | 1:33.2 |
| 2       | André Poulain | Francja             | b.d.   |
| 3       | John Matthews | Wielka Brytania     | b.d.   |

#### Bieg 3
| Miejsce | Zawodnik         | Państwo | Czas   |
| ------- | ---------------- | ------- | ------ |
| 1       | Maurice Schilles | Francja | 1:38.4 |
| 2       | Andrew Hansson   | Szwecja | b.d.   |

#### Bieg 4
| Miejsce | Zawodnik           | Państwo              | Czas   |
| ------- | ------------------ | -------------------- | ------ |
| 1       | Daniel Flynn       | Wielka Brytania      | 1:30.2 |
| 2       | Pierre Seginaud    | Francja              | b.d.   |
| 3       | Paul Schulze       | Cesarstwo Niemieckie | b.d.   |
| 4       | Frederick McCarthy | Kanada               | b.d.   |

#### Bieg 5
| Miejsce | Zawodnik      | Państwo         | Czas   |
| ------- | ------------- | --------------- | ------ |
| 1       | Ernest Payne  | Wielka Brytania | 1:32.0 |
| 2       | Dorus Nijland | Holandia        | b.d.   |

#### Bieg 6
| Miejsce | Zawodnik             | Państwo              | Czas                     |
| ------- | -------------------- | -------------------- | ------------------------ |
| –       | Willie Magee         | Wielka Brytania      | Przekroczono limit czasu |
| –       | Hermann Martens      | Cesarstwo Niemieckie | Przekroczono limit czasu |
| –       | Johannes van Spengen | Holandia             | Przekroczono limit czasu |

#### Bieg 7
| Miejsce | Zawodnik             | Państwo              | Czas   |
| ------- | -------------------- | -------------------- | ------ |
| 1       | Karl Neumer          | Cesarstwo Niemieckie | 1:33.2 |
| 2       | Richard Villepontoux | Francja              | b.d.   |
| 3       | William Bailey       | Wielka Brytania      | b.d.   |

#### Bieg 8
| Miejsce | Zawodnik         | Państwo             | Czas   |
| ------- | ---------------- | ------------------- | ------ |
| 1       | George Cameron   | Stany Zjednoczone   | 1:29.4 |
| 2       | Philip Freylinck | Kolonia Przylądkowa | b.d.   |
| 3       | Herbert Crowther | Wielka Brytania     | b.d.   |
| 4       | Gaston Dreyfus   | Francja             | b.d.   |

#### Bieg 9
| Miejsce | Zawodnik       | Państwo | Czas   |
| ------- | -------------- | ------- | ------ |
| 1       | Émile Demangel | Francja | 1:35.2 |
| 2       | William Morton | Kanada  | b.d.   |

#### Bieg 10
| Miejsce | Zawodnik      | Państwo | Czas   |
| ------- | ------------- | ------- | ------ |
| 1       | André Auffray | Francja | 1:23.6 |

#### Bieg 11
| Miejsce | Zawodnik            | Państwo | Czas   |
| ------- | ------------------- | ------- | ------ |
| 1       | Guglielmo Morisetti | Włochy  | 1:21.4 |

#### Bieg 12
| Miejsce | Zawodnik       | Państwo              | Czas   |
| ------- | -------------- | -------------------- | ------ |
| 1       | Benjamin Jones | Wielka Brytania      | 1:35.0 |
| 2       | Émile Marechal | Francja              | b.d.   |
| 3       | Bruno Götze    | Cesarstwo Niemieckie | b.d.   |

#### Bieg 13
| Miejsce | Zawodnik       | Państwo           | Czas   |
| ------- | -------------- | ----------------- | ------ |
| 1       | Paul Texier    | Francja           | 1:31.0 |
| 2       | George Summers | Wielka Brytania   | b.d.   |
| 3       | Louis Weintz   | Stany Zjednoczone | b.d.   |

#### Bieg 14
| Miejsce | Zawodnik        | Państwo         | Czas   |
| ------- | --------------- | --------------- | ------ |
| 1       | Joe Lavery      | Wielka Brytania | 1:41.0 |
| 2       | Antonie Gerrits | Holandia        | b.d.   |

#### Bieg 15
| Miejsce | Zawodnik           | Państwo         | Czas   |
| ------- | ------------------ | --------------- | ------ |
| 1       | Clarence Kingsbury | Wielka Brytania | 1:27.4 |
| 2       | Gaston Delaplane   | Francja         | b.d.   |

#### Bieg 16
| Miejsce | Zawodnik       | Państwo             | Czas                     |
| ------- | -------------- | ------------------- | ------------------------ |
| –       | Georges Perrin | Francja             | Przekroczono limit czasu |
| –       | Frank Shore    | Kolonia Przylądkowa | Przekroczono limit czasu |

### Półfinały
Zwycięzca każdego z półfinałów awansował do finału.

#### Półfinał 1
| Miejsce | Zawodnik       | Państwo              | Czas   |
| ------- | -------------- | -------------------- | ------ |
| 1       | Victor Johnson | Wielka Brytania      | 1:27,4 |
| 2       | Karl Neumer    | Cesarstwo Niemieckie | b.d.   |
| 3       | Floris Venter  | Kolonia Przylądkowa  | b.d.   |
| 4       | Paul Texier    | Francja              | b.d.   |

#### Półfinał 2
| Miejsce | Zawodnik         | Państwo           | Czas   |
| ------- | ---------------- | ----------------- | ------ |
| 1       | Maurice Schilles | Francja           | 1:38,8 |
| 2-4     | George Cameron   | Stany Zjednoczone | b.d.   |
| 2-4     | Daniel Flynn     | Wielka Brytania   | b.d.   |
| 2-4     | Ernest Payne     | Wielka Brytania   | b.d.   |

#### Półfinał 3
| Miejsce | Zawodnik       | Państwo         | Czas   |
| ------- | -------------- | --------------- | ------ |
| 1       | Benjamin Jones | Wielka Brytania | 1:40,8 |
| 2       | Émile Demangel | Francja         | b.d.   |
| 3       | Joe Lavery     | Wielka Brytania | b.d.   |

#### Półfinał 4
| Miejsce | Zawodnik            | Państwo         | Czas   |
| ------- | ------------------- | --------------- | ------ |
| 1       | Clarence Kingsbury  | Wielka Brytania | 1:35,6 |
| 2       | Guglielmo Morisetti | Włochy          | b.d.   |
| 3       | André Auffray       | Francja         | b.d.   |

### Finał
| Miejsce                  | Zawodnik           | Państwo         | Czas                     |
| ------------------------ | ------------------ | --------------- | ------------------------ |
| Przekroczono limit czasu | Victor Johnson     | Wielka Brytania | Przekroczono limit czasu |
| Przekroczono limit czasu | Benjamin Jones     | Wielka Brytania | Przekroczono limit czasu |
| Przekroczono limit czasu | Clarence Kingsbury | Wielka Brytania | Przekroczono limit czasu |
| Przekroczono limit czasu | Maurice Schilles   | Francja         | Przekroczono limit czasu |